# Gerardo Oroquieta
Gerardo Oroquieta Arbiol (Zaragoza, 1917 - San Sebastián, 1972) fue un militar español, Premio nacional de literatura de España (1958) por sus memorias de prisionero en la URSS.

## Biografía
Su carrera militar comenzó en la Guerra civil española, como alférez provisional del ejército denominado nacional. Después fue miembro de la División Azul que luchó en la Unión Soviética, pero su compañía fue diezmada con un 90 % de bajas en el sitio de Leningrado, y se redujo a un pelotón:

Baste decir que los tres batallones y las demás unidades que integraban el regimiento reforzado de la División Española de Voluntarios, mandado por el coronel Sagredo, en el sector de Krasni Bor, tuvieron que enfrentarse nada menos que con tres divisiones de infantería y otras unidades afectas de carros de combate, morteros etcétera, además de soportar un intensísimo fuego de más de 150 baterías de artillería, demasiado buenas para desgracia nuestra. Ante tamaña desproporción de fuerzas, huelgan inútiles comentarios.

De los ciento noventa y seis hombres de la compañía solo sobrevivieron trece. El 10 de febrero de 1943 fue herido en un brazo y una pierna en la batalla de Krasni Bor y dado por muerto, pero fue hecho prisionero, conducido con otros a Leningrado e interrogado.
Pasó once años de cautiverio en diversos campos de trabajo de la URSS (Makarino, Súzdal, en el monasterio de Oranki, cerca de Nóvgorod, donde antaño fueron llevados y ejecutados por los bolcheviques 11 000 monjes; Potma, Járkov, Cherepovéts y Borovichi; las prisiones de Kirov y de Sverdlovsk; luego en los Urales, en Diektiarka; después Rybinsk y por último Krasno-Pole) con los rigores del frío, el hambre, las enfermedades, la miseria, el maltrato y el trabajo extenuante en condiciones infrahumanas. Buen observador, escribió y publicó sus experiencias, entre las cuales destacan pasajes como la huelga de hambre de Borovichi o el relato de la Isla de los Setenta, que pone de manifiesto los límites del sufrimiento humano. El autor escribe que este tipo de vida hace sacar a cada hombre lo que tiene más dentro: «o un gigante, o un pigmeo».
Oroquieta tuvo tiempo para observar a toda la babélica variedad de personas y personajes de los campos y a veces de las ciudades: rusos del partido comunista, funcionarios del NKVD de Lavrenti Beria, rusos no comunistas, enemigos del comunismo, rusos sin color preciso, campesinos de koljós, alemanes desbaratados y, entre los españoles, desertores arrepentidos, republicanos emigrados, cautivos que se hicieron «antifascistas» para conseguir mejor trato, los llamados «internados civiles», marineros y alumnos de las escuelas españolas republicanas de 1936-1939, suicidas y locos. 
Regresó a España en el barco Semíramis, desembarcando en Barcelona. Entonces escribió, en colaboración con el entonces comandante y su amigo y compañero César García Sánchez, unas memorias tituladas De Leningrado a Odesa, galardonadas con el Premio Nacional de Literatura Francisco Franco en 1958. 
Estas memorias describen sobriamente la lucha contra los rusos y la vida en los campos de concentración y de trabajo de la Unión de Repúblicas Socialistas Soviéticas, y, aunque evitan mencionar detalles violentos, no es muy agradable la visión gris y angustiada de la vida en prisión y la penosa lucha por guardar la mínima dignidad. Se une así a otros autores que han escrito sus viajes por este país: Pedro Cubero Sebastián, Fernando de los Ríos, Manuel Chaves Nogales, Odón de Buen, León Villanúa Artero, Diego Hidalgo Durán, Rodolfo Llopis, Jerónimo Vecino Varona, Julio Álvarez del Vayo, Isidoro Acevedo, Ángel Pestaña, José Ruiz Borau, Joaquín Torres, Julián Gállego, Pablo Serrano y tantos otros. Falleció en San Sebastián el 17 de octubre de 1972, habiendo alcanzado el grado de coronel.

## Obras
- Con César García Sánchez: De Leningrado a Odesa. Barcelona: Gráficas Condal, 1958. Su tercera edición fue en Barcelona: Ediciones Marte, 1973.
- —. Madrid: Arzaila, 2022. ISBN: 978-84-19018-09-0.